# Villeneuve-lès-Lavaur
Villeneuve-lès-Lavaur is een gemeente in het Franse departement Tarn (regio Occitanie) en telt 144 inwoners (1999). De plaats maakt deel uit van het arrondissement Castres.

## Geografie
De oppervlakte van Villeneuve-lès-Lavaur bedraagt 6,1 km², de bevolkingsdichtheid is 23,6 inwoners per km².
De onderstaande kaart toont de ligging van Villeneuve-lès-Lavaur met de belangrijkste infrastructuur en aangrenzende gemeenten.

## Demografie
Onderstaande figuur toont het verloop van het inwonertal (bron: INSEE-tellingen).